# 帕里克-德林氧化反应
帕里克-德林氧化反应（Parikh-Doering oxidation）以二甲亚砜为氧化剂，三氧化硫-吡啶络合物为活化剂，三乙胺为碱而将伯醇和仲醇转化为相应的醛酮。
反应在近环境温度（一般为0℃）下进行时，可以只产生少量的甲硫甲基醚副产物。

## 反应机理
二甲亚砜与三氧化硫在0℃或室温下发生加成，并受到醇进攻，生成关键的烷氧基锍离子中间体(6)。
该中间体接下来被碱去质子化为相应的硫叶立德，然后硫叶立德经五元环过渡态、分解放出二甲硫醚，得到醛酮。

## 应用
埃文斯等在合成(–)-kumausallene 时就用到了帕里克-德林氧化反应。（注意所用的典型反应条件）
尼科拉乌的cortistatin全合成中也使用了该反应。